# James Yuill
James Yuill est un musicien britannique de folktronica.

## Biographie
Yuill sort son premier album, The Vanilla Disc, sur son propre label Happy Biscuit Club en 2005. Après avoir sorti son deuxième album, intitulé Turning Down Water for Air, en février 2007, il est signé par Moshi Moshi. Moshi Moshi réédite l'album en janvier 2009. Turning Down Water for Air est décrit par Clash comme « une œuvre étonnante » et comme « un homme-orchestre armé d'un ordinateur portable, de tables de mixage et d'une guitare acoustique ». Sa popularité s'accroit à l'échelle internationale et il est signé par le Nettwerk Music Group aux États-Unis en 2008.
Yuill travaille également comme remixeur et fournit des remixes pour Tilly and the Wall, The Answering Machine, Au revoir Simone et David Holmes,,,. Il collabore également avec Charlie Westropp sous le pseudonyme Hunger/Thirst.
En 2010, il produit une version de Jingle Bells pour une publicité Guinness, en utilisant des verres contenant différents niveaux de Guinness pour créer la mélodie.
En 2013, après une campagne concluante sur PledgeMusic, il sort son quatrième album studio intitulé These Spirits sur son label Happy Biscuit Club. Le cinquième album de Yuill, A Change In State, sort en juillet 2017. 

## Discographie

### Albums studio
- 2005 : The Vanilla Disc (Happy Biscuit Club)
- 2007 : Turning Down Water for Air (Happy Biscuit Club, puis Moshi Moshi en 2009)
- 2009 : Earth EP/Fire EP (Moshi Moshi)
- 2010 : Movement In A Storm (Moshi Moshi)
- 2013 : These Spirits (Happy Biscuit Club)
- 2017 : A Change In State (Happy Biscuit Club)

### Singles
- 2008 : This Sweet Love (Moshi Moshi)
- 2008 : No Pins Allowed (Moshi Moshi)
- 2009 : No Surprise (Moshi Moshi)
- 2009 : Over The Hills (Moshi Moshi)
- 2010 : On Your Own (Moshi Moshi)
- 2010 : First In Line (Moshi Moshi)
- 2011 : Crying For Hollywood (Moshi Moshi)
- 2013 : Turn Yourself Around (The Happy Biscuit Club)